# Wejsuny-Leśniczówka
Wejsuny-Leśniczówka [vɛi̯ˈsunɨ lɛɕniˈt͡ʂufka] (deutsch Weissuhnen, Försterei) ist ein kleiner Ort in der polnischen Woiwodschaft Ermland-Masuren, der zur Gmina Ruciane-Nida (Stadt- und Landgemeinde Rudczanny/Niedersee-Nieden) im Powiat Piski (Kreis Johannisburg) gehört.

## Geographie
Die kleine Siedlung (polnisch Osada) Wejsuny-Leśniczówka liegt im Südosten der Woiwodschaft Ermland-Masuren, zwei Kilometer südöstlich des Dorfes Wejsuny ((Groß) Weissuhnen) bzw. zwölf Kilometer nordwestlich der Kreisstadt Pisz (deutsch Johannisburg). Zu erreichen ist die Siedlung über eine Landwegverbindung von Wejsuny aus. 

## Geschichte
Bis 1945 war die Försterei Weissuhnen mit seinen Arbeitshäusern ein Wohnplatz der Gemeinde Weissuhnen innerhalb des Kreises Johannisburg im Regierungsbezirk Gumbinnen (ab 1905: Regierungsbezirk Allenstein) in der preußischen Provinz Ostpreußen. 1945 kam das Dorf Weissuhnen mit der Försterei innerhalb des gesamten südlichen Ostpreußens zu Polen und war bis zum 31. Dezember 2010 in das Dorf (polnisch Wieś) Wejsuny einbezogen. Seit dem 1. Januar 2011 nun ist die kleine Siedlung unter der Bezeichnung „Wejsuny-Leśnicszówka“ eine eigene Ortschaft im Verbund der Stadt- und Landgemeinde Ruciane-Nida (Rudczanny/Niedersee-Nieden) im Powiat Piski (Kreis Johannisburg) innerhalb der Woiwodschaft Ermland-Masuren.

## Religionen
Kirchlicherseits waren die Gemeinde und die Försterei Weissuhnen in die evangelische Dorfkirche Weissuhnen in der Kirchenprovinz Ostpreußen der Kirche der Altpreußischen Union sowie in die katholische Pfarrkirche Johannisburg im Bistum Ermland eingepfarrt. 
Heute gehört Wejsuny-Leśniczówka zur Dorfkirche Wejsuny in der Diözese Masuren der Evangelisch-Augsburgischen Kirche in Polen bzw. zur  Pfarrei Ruciane-Nida im Bistum Ełk der römisch-katholischen Kirche in Polen. 